# Long Cheng
Long Cheng hay Long Tieng, trong tiếng Việt gọi là Long Chẹng, là một căn cứ quân sự của Lào nằm ở Xiêng Khoảng. Trong cuộc nội chiến Lào, đó là một thị trấn và là căn cứ không quân trong hoạt động của Cơ quan Tình báo Trung ương Hoa Kỳ (CIA). Trong thời gian này, nó có biệt danh là Lima Site 98 (LS 98) hoặc Lima Site 20A (LS 20A).
Vào giai đoạn nó có ý nghĩa cao nhất, trong những năm cuối thập niên 1960, "thành phố bí mật" Long Chẹng duy trì dân số cỡ 40.000 người, làm cho nó là thành phố lớn thứ hai tại Lào vào thời điểm đó, mặc dù nó không bao giờ xuất hiện trên các bản đồ trong suốt giai đoạn này.

## Lịch sử
Năm 1962, CIA bắt đầu thiết lập bộ chỉ huy của Thiếu tướng Vang Pao trong thung lũng Long Chẹng, lúc đó gần như không có dân. Năm 1964 đường băng dài 1260m đã hoàn thành. Năm 1966 Long Chẹng là một trong các căn cứ lớn nhất của Mỹ ở trên đất nước ngoài, và là một trong những sân bay bận rộn nhất trên thế giới.
Quân đội Nhân dân Việt Nam bắt đầu đe dọa Long Chẹng vào cuối năm 1971. Họ vào đủ gần để bắt đầu bắn phá vào ngày 31 tháng 12 lúc 15:30 giờ địa phương. Đầu tháng Giêng, 19.000 lính Quân đội Nhân dân Việt Nam đã mở cuộc tấn công mũi nhọn từ cả bốn hướng chính bao quanh, đánh vào một số cơ sở và vị trí trong căn cứ, và bố trí các đơn vị phòng không. Mặc dù sau đó có tuyên bố chiến thắng từ các lực lượng cộng sản, 10.000 quân bảo vệ Long Chẹng gồm hỗn hợp người H'mông, Thái, Lào, đã không bị thất thủ. Đến giữa tháng quân tiếp viện gồm các đơn vị người Thái do CIA chỉ huy, và 1200 quân chính quy tinh nhuệ từ miền Nam Lào. Sau khi chịu đựng thương vong cỡ 1/3 đến 1/2, các lực lượng này thành công trong việc lấy lại vị trí chủ chốt vào cuối tháng.

## Hoạt động

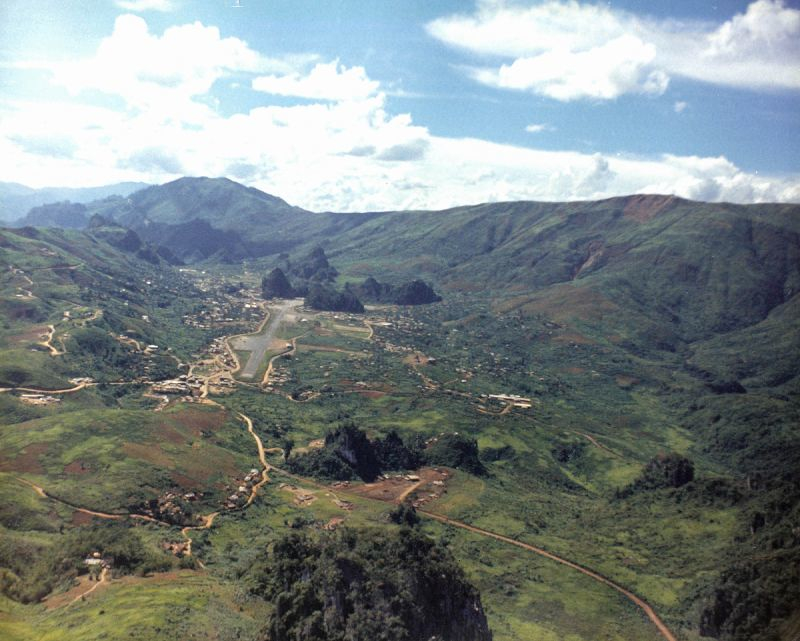
Toàn cảnh
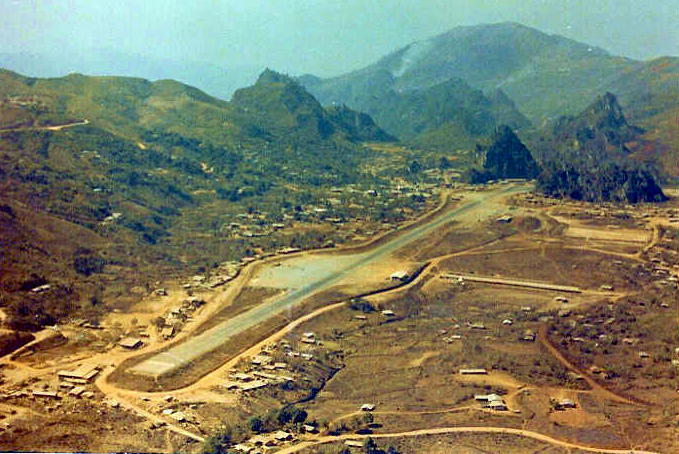
Sân bay
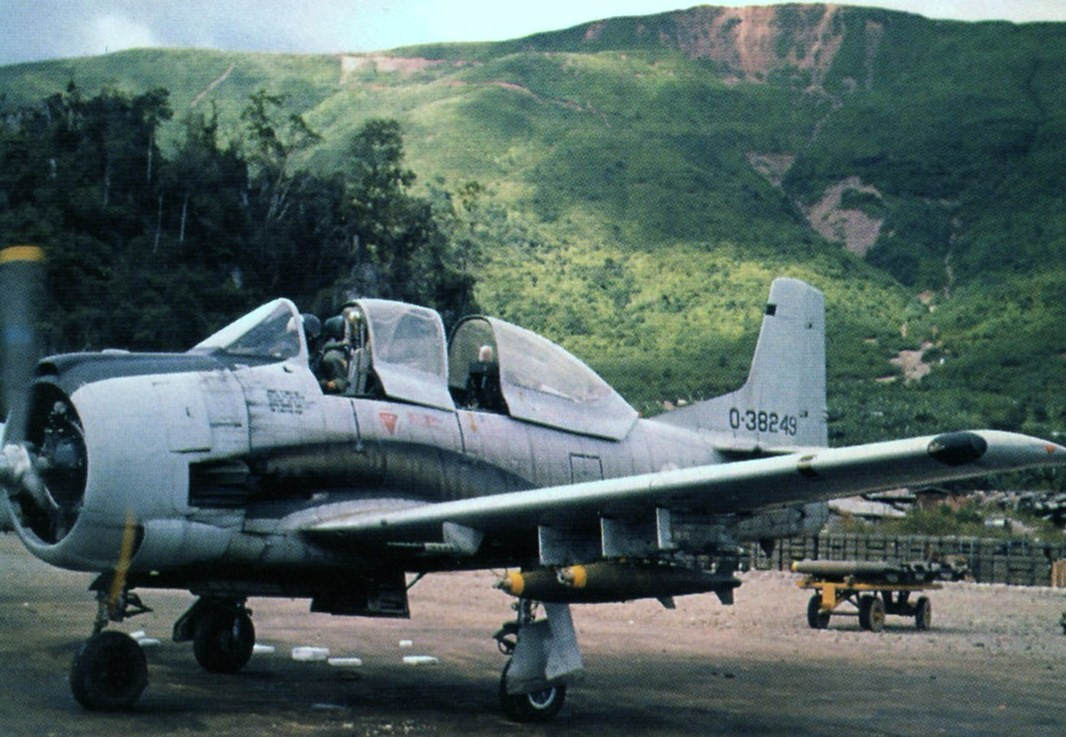
North American T-28D-5
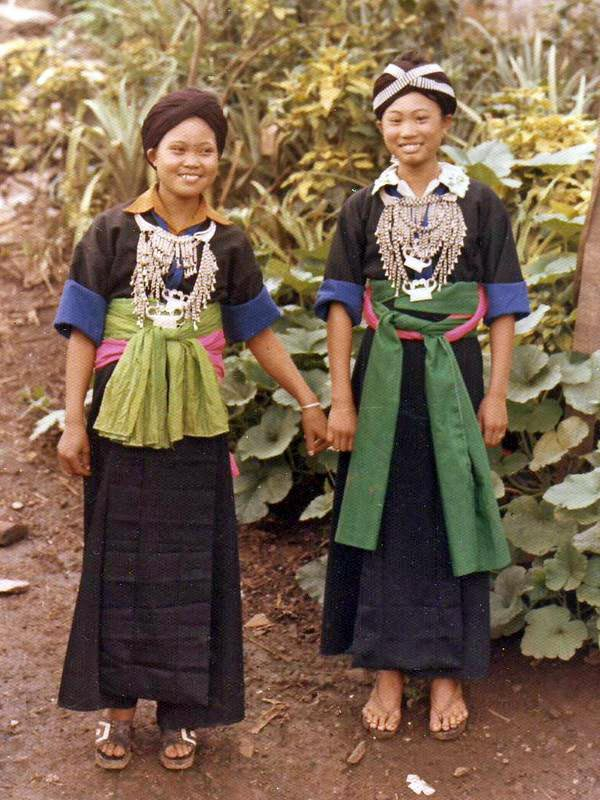
Thiếu nữ H'Mông

## Di tản
Ngày 22/2/1975 các tiền đồn phòng thủ cuối cho Long Chẹng đã bị đánh bại, Chuẩn tướng Mỹ Heinie Aderholt bắt đầu kế hoạch cho cuộc di tản.
Vào tháng 5/1975 có gần 50.000 quân du kích và người tị nạn sống trong và xung quanh thành phố. Tuy nhiên Mỹ đã rút tất cả các nhân viên dân sự và quân sự của mình khỏi Đông Dương, ngoại trừ vài nhân viên Đại sứ quán tại Lào và Jerry Daniels ở Long Chẹng.
Có rất ít phương tiện cho một cuộc di tản. Daniels chỉ có một máy bay vận tải duy nhất và phi công người Hmong ở Long Chẹng để sơ tán đến Udon Thani, Thái Lan. Aderholt đặt thêm ba máy bay vận tải của Mỹ và các phi công ở Thái Lan. Ông đã có những chiếc máy bay "cừu trụi lông" (sheep dipped) loại bỏ tất cả các dấu hiệu xác định sở hữu và gửi đến Long Chẹng. Vào ngày 10/5/1975, Vang Pao miễn cưỡng tuân theo CIA và thấy không thể duy trì việc chống lại các lực lượng đối thủ ở Long Chẹng. Từ ngày 10 đến 14/5/1975 các máy bay C-130 và C-46s của Mỹ chuyển vận người từ đó đến các căn cứ Mỹ ở Thái Lan. Chừng 1.000 đến 3.000 người Hmong đã được sơ tán. Những người được sơ tán chủ yếu các nhà lãnh đạo quân Hmong và nhân viên CIA. Đám đông thường dân bao vây các chuyến bay trên đường băng, tạo ra một bầu không khí hỗn loạn.
Cuộc sơ tán kết thúc với chuyến bay có Thiếu tướng Vang Pao và Jerry Daniels. Vang Pao bước lên máy bay trực thăng và nói với những người vẫn còn trên đường băng: "Tạm biệt, những người anh em của tôi, tôi không thể làm gì hơn cho bạn, tôi sẽ chỉ là một sự đau khổ cho bạn". Hàng chục ngàn chiến binh và người tị nạn bị bỏ lại phía sau. Cỡ trên 10.000 người Hmong tụ quanh sân bay đợi máy bay quay lại, nhưng họ sớm nhận ra điều đó không đến. Cuộc pháo kích vào Long Chẹng bắt đầu vào buổi chiều 14/5. Nhiều người trong số chiến binh Hmong và gia đình họ trong vài năm sau này đã thực hiện đi bộ đến Thái Lan, mạo hiểm đến cả tính mạng của họ.
Các phi công Mỹ, tất cả là dân sự, tham gia vào việc sơ tán là Les Strouse, Rich Allen, Matt Hoff, Jack Knotts, và Dave Kouba.

## Tai nạn
- Ngày 23/07/1970, một máy bay Douglas C-47B XW-TDC của Xieng Khouang Air đã bị hư hỏng không thể sửa chữa do một tai nạn hạ cánh lúc thời tiết khắc nghiệt.[9]
- Năm 1971, một máy bay F-4D Phantom của Không lực Hoa Kỳ do nhầm lẫn đã thả bom chùm (cluster bomb) vào Long Chẹng, gây hỏa hoạn phá hủy các lán hoạt động của CIA.

## Sau năm 1975
Long Chẹng được sáp nhập vào Đặc khu cấm Xaisomboun vào năm 1994. Khu cấm này đã được giải bỏ vào ngày 13/01/2006 và bây giờ là một phần của Xiengkhuang. Các cơ sở quân sự vẫn được quân đội Lào sử dụng.